# جی‌تی کپیتال
جی‌تی کپیتال (انگلیسی: GT Capital) شرکت خوشه‌ای فیلیپینی است، که در سال ۲۰۰۷ توسط جورج تای تأسیس شد.